# 七宗町
七宗町（日语：／ Hichisō chō */?）為岐阜縣加茂郡所轄的町。「日本列島最古之石」發現于該地。